# Рижская католическая духовная семинария
Латвийская межконфессиональная богословская семинария, или Рижская богословская семинария, — образовательное учреждение Римско-католической церкви, расположенное в Риге (Латвия) по ул. Католю, 16. Основана в 1920 году; с 1940 по 1943 год и с 1951 по 1954 год не работала. В 1970—1980-х годах в СССР имела статус «межреспубликанской», что означало, что семинария может принимать кандидатов на священство из других республик СССР.
Современное здание семинарии было построено в 1983—1992 годах. В 1999 году на базе семинарии было создано высшее учебное заведение — Рижский богословский институт.
В настоящее время принимает на обучение мужчин-католиков в возрасте с 18 до 40 лет. Обучение в семинарии длится два года, в основном по философии и древним языкам. После окончания обучения студенты могут продолжить обучение в Богословском институте.

## История
Была основана как духовная семинария в 1920 году Антонием Спринговичсом, епископом Рижским. Первоначально находилась при Аглонской базилике, в 1924 году была переведена в Ригу, где до 1940 года находилась на улице Алтонавас, 6, а с 1946 года — на улице Католю, 16.
Первым ректором семинарии (1920—1944) стал Язеп Ранцанс, позднее её ректорами на протяжении многих лет были Петерис Стродс (1940—1960), Валериан Зондакс (1969—1986) и Антонс Юстс (1994—2006).

### Здание
Первоначально здание семинарии располагалось рядом с церковью Святого Франциска, в нём студенты семинарии жили и учились в очень ограниченном помещении. Поэтому к 1980-м годам было принято решение построить новое здание, хотя в советское время религиозные организации, как правило, не могли позволить себе ничего подобного. Однако благодаря дипломатическим ходам кардинала Юлиана Вайводса в 1980 году было получено разрешение на расширение помещения Рижской духовной семинарии. Кроме того, Рижской духовной семинарии был присвоен статус межреспубликанской, а это означало, что семинария могла принимать кандидатов на священство из других республик СССР. 13 октября инспектор семинарии, профессор, монсеньор Х. Трупс обратился к главному архитектору Департамента общей архитектуры и планирования города Риги Г. Асарису за разрешением на реконструкцию здания Францисканского римско-католического прихода. Это был способ обойти закон, потому что в то время по идеологическим причинам было практически невозможно построить новое здание для семинарии. После получения разрешения Ю. Вайводс поручил строительство семинарии священнику Олеггеру Далецкису. Проектные работы были выполнены архитектором Атисом Бивиньшем. Духовная семинария была построена из двух блоков: один на фундаменте старой хозяйственной постройки — первоначально оборудованный как учебный, так и жилой блок, но позже ставший просто общежитием для проживания, другой намного больше, справа, где есть (все ещё присутствует) учебный блок, жилые помещения, библиотека, часовня, кабинет ректора семинарии и кабинет инспектора, а также жилые помещения, подсобные помещения и подвалы. Первое здание, общей площадью 613 м², было закончено в 1983 году. Строительство второго здания началось в 1985 году. Студенты семинарии также участвовали в его строительстве. Оно было окончательно завершено и введено в эксплуатацию в 1992 году. Второе здание имеет общую площадь 3040 м². 8 сентября 1993 года тогдашний Папа Иоанн Павел II принял участие в освящении Рижской семинарии.

### Названия учебного заведения
- 1920—1928: Рижская духовная семинария
- 1928—1938: Рижский католический богословский университет, Рижская архиепископия
- 1938—1940: Латвийский университет, факультет римско-католического богословия
- 1943—1946: Латвийский университет / Латвийский государственный университет, Римско-католическая теологическая школа
- 1946—1951: Римско-католическая духовная семинария Рижской метрополии
- 1954—2017: Римско-католическая духовная семинария Рижской метрополии
- с 2017 по настоящее время: Латвийская межконфессиональная духовная семинария